# Ruta de Illinois 133
La Ruta de Illinois 133, y abreviada IL 133 (en inglés: Illinois Route 133) es una carretera estatal estadounidense ubicada en el estado de Illinois. La carretera inicia en el sur desde la IL 32     en Lovington hacia el norte en la US 150  , IL 1 , IL 16  en Paris. La carretera tiene una longitud de 83,8 km (52.05 mi).

## Mantenimiento
Al igual que las autopistas interestatales, y las rutas federales y el resto de carreteras estatales, la Ruta de Illinois 133 es administrada y mantenida por el Departamento de Transporte de Illinois por sus siglas en inglés IDOT.